# Goodrichthys
Goodrichthys — рід викопних акул родини Ctenacanthidae ряду Ctenacanthiformes. Мав 3 види. Ці акули мешкали у кам'яновугільному періоду (345–343 млн років тому).

## Опис
Загальний розмір представників роду коливався від 2 до 8 м. Довжина черепів складала 23-80 см (10% від загальної довжини). Черепа були пропорційно коротше інших відомих палеонтологам черепів палеозойських акул. Зуби мали широкі і потужні. Тулуб йомвірно був масивний, обтічний. Мала 2 спинних плавця, перед якими розташовувалися шипи. Передній розташовувався перед грудними плавцями, задній — позаду черевних плавців. Анальний плавець був маленький, близько до хвостового плавця. Хвостовий плавець мав форму напівмісяця.

## Розповсюдження
Рештки виявлені в Шотландії (Goodrichthys eskdalensis — до 2015 року вважався єдиним видом), та у Техасі (США).

## Види
- Goodrichthys eskdalensis
- Goodrichthys sp.A — ще не отримав власного імені
- Goodrichthys sp.B — ще не отримав власного імені